# Vernate TI
| TI ist das Kürzel für den Kanton Tessin in der Schweiz. Es wird verwendet, um Verwechslungen mit anderen Einträgen des Namens Vernate zu vermeiden. |

Vernate ist eine politische Gemeinde im Kreis Agno, Bezirk Lugano, des Kantons Tessin in der Schweiz.

## Geographie

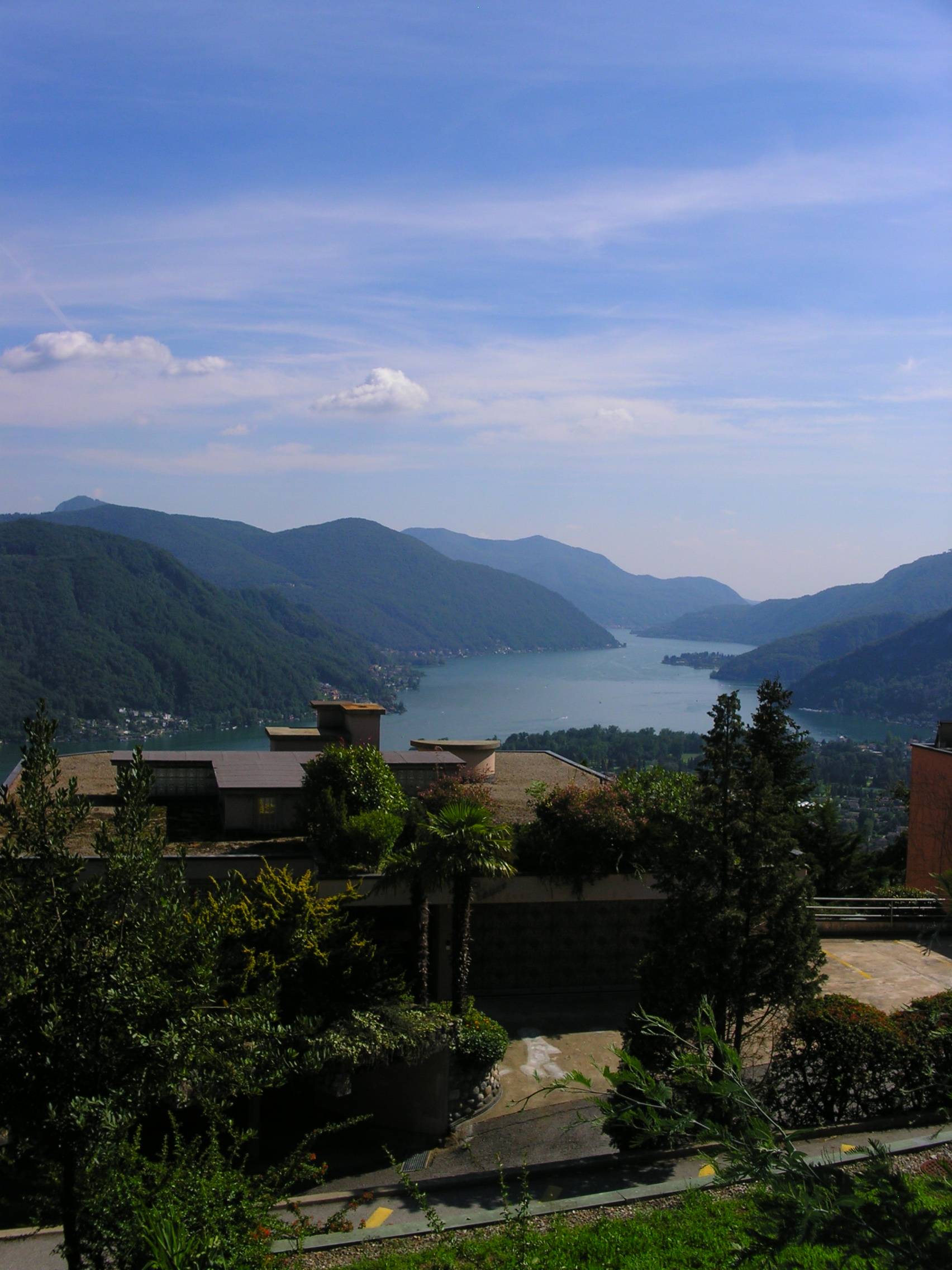
Blick Richtung Luganersee

Das Dorf liegt auf einer Terrasse des Hügels Santa Maria im unteren Malcantone; es hat rund 600 Einwohner.
Die Nachbargemeinden sind im Norden Bioggio, im Osten Agno, im Süden Neggio und im Westen Lema.

## Geschichte
In Vernate wurden zwei Gräber, die eine Kanne und eine Schere als Beigaben enthielten, aus römischer Zeit entdeckt. Der Bischof von Como besass im Dorf Lehen, die 1192 teils vom Stiftskapitel Agno erworben wurden. Das Dorf gehörte auch unter mailändischer und eidgenössischer Herrschaft zur Pieve Agno und unterstand bis 1788 der Pfarrei Iseo, deren Pfarrkirche Santa Maria Giovena (Juvenia) auf dem Gemeindegebiet liegt. Im Jahr 1335 wurde erstmals der Gemeindename erwähnt.
Die Dorfbewohner lebten von der Landwirtschaft oder wanderten als Bauhandwerker aus. Erst ab der zweiten Hälfte des 20. Jahrhunderts entwickelte sich Vernate zur Wohngemeinde; 2000 waren fast vier Fünftel der Erwerbstätigen Pendler.

## Bevölkerung
Einwohnerzahlen: Volkszählungsdaten

## Sehenswürdigkeiten

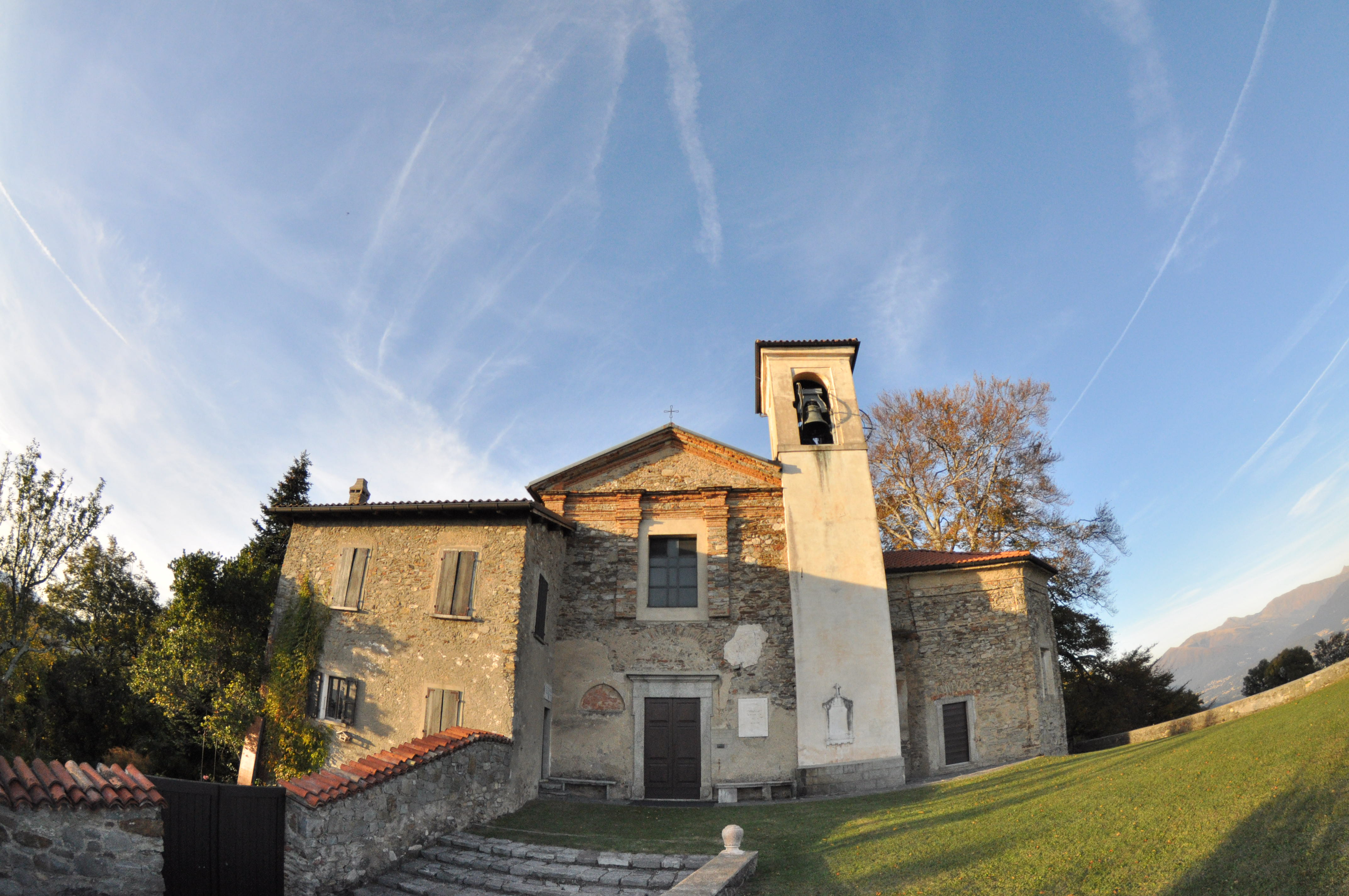
Kirche Santa Maria Juvenia

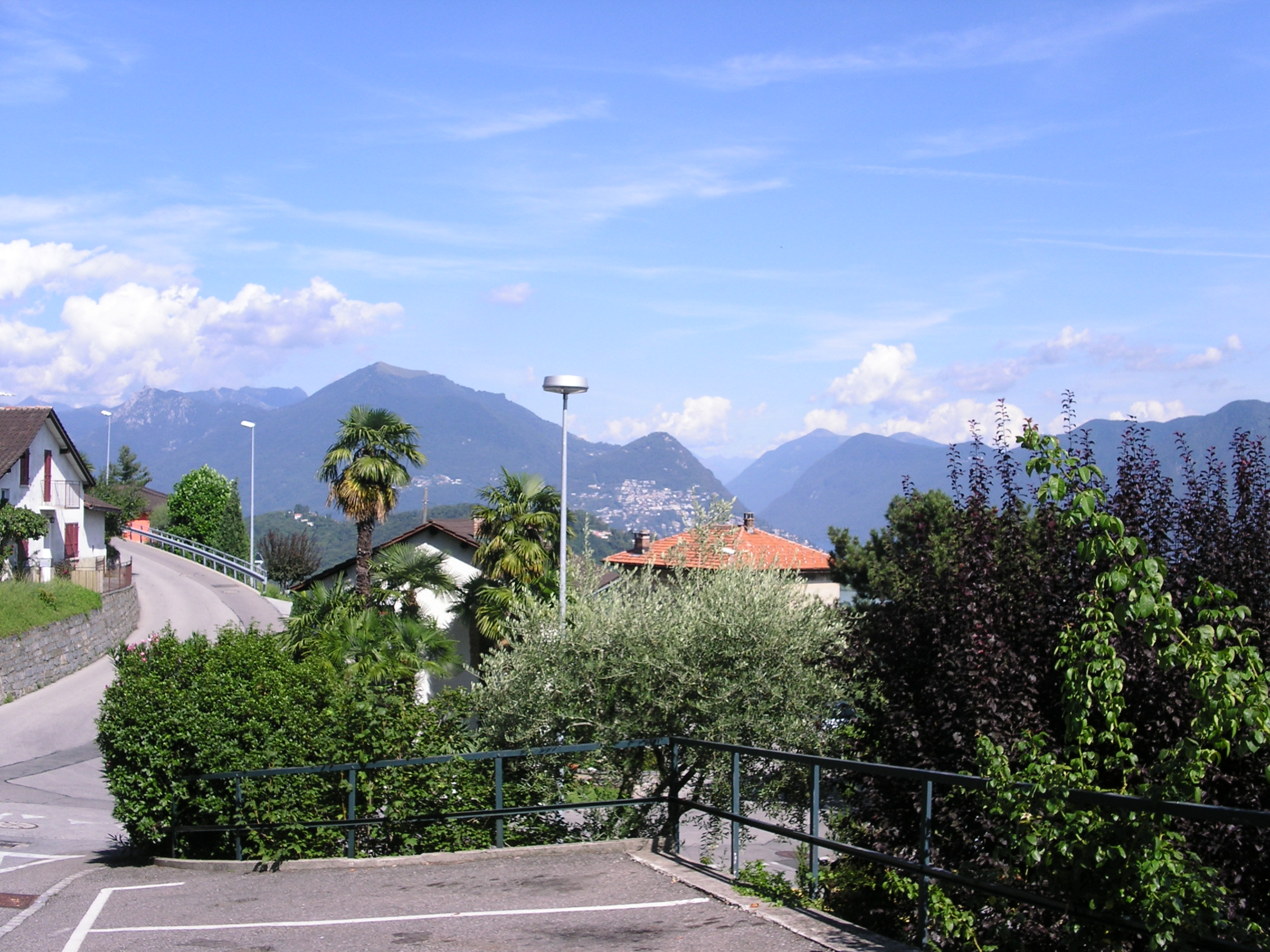
Blick Richtung Monte Brè bei Lugano

Die Kirche Santa Maria d’Iseo ist im Inventar der schützenswerten Ortsbilder der Schweiz (ISOS) als schützenswertes Ortsbild der Schweiz von nationaler Bedeutung eingestuft.
- Pfarrkirche Santi Sebastiano e Rocco, erbaut in der zweiten Hälfte des 18. Jahrhunderts[8]
- Sankt Sebastian (Statue)[8]
- Sankt Vincenz (Statue)[8]
- Pfarrkirche Santa Maria Juvenia (Iseo), erwähnt seit 1378[8]
- Casa Soldati[8]
- Einfamilienhaus, Architekt: Fabio Reinhart[8]
- Oratorium San Mattia (1769) im Ortsteil Guasti di Vernate[8]
- Schalenstein im Ortsteil Nedrigia (680 m ü. M.)[9]

## Sport
- Unione Sportiva Magliaso-Vernate[10]

## Persönlichkeiten
- Carlo Angelo Soldati (* 2. November 1777 in Vernate; † 16. Januar 1849 ebenda), Offizier im Dienste Napoleons von 1803 bis 1809, machte 1808 den spanischen Feldzug mit.[11]
- Otto Wilhelm Fischer (* 1. April 1915 in Klosterneuburg, Niederösterreich; † 29. Januar 2004 in Lugano), österreichischer Schauspieler, verbrachte seine letzten Lebensjahre in Vernate[12]
- Claudio Zali (* 1961 in Viganello) ist ein Schweizer Rechtsanwalt, Politiker (Lega dei Ticinesi) und Tessiner Staatsrat.